# Ekron (personaggio)
Ekron è un personaggio dei fumetti pubblicati dalla DC Comics.

## Biografia del personaggio
Ekron è un antico costrutto presumibilmente creato dai Guardiani dell'Universo di Oa. Nel XXI secolo non era altro che una grande testa fluttuante al servizio della Lanterna Verde del pianeta Vengar. L'occhio di Ekron possedeva proprietà e poteri simili a quelli dell'anello del potere delle Lanterne Verdi e fu concepito come il prototipo dell'anello. Durante gli eventi di Crisi infinita uno degli occhi di Ekron fu rubato dal cacciatore di taglie alieno Lobo, che lasciò Ekron senza poteri contro un'invasione guidata dalla super criminale Lady Styx. Questa invasione annichilì tutto il settore spaziale che Ekron era stato inviato a proteggere, portando il costrutto alla pazzia. I tentativi di Ekron di reclamare il suo occhio perduto lo misero in conflitto con Lobo, e gli altri personaggi DC come Animal Man, Adam Strange e Starfire. Quest'ultima utilizzò l'occhio per fermare i criminali in procinto di distruggere un intero settore spaziale.
Lo stesso occhio di Ekron comparve in modo predominante in molte storie dell'Universo DC ambientate nel futuro: come arma "l'Occhio di Ekron" era portato da Emerald Empress dei Fatal Five, squadra nemesi della Legione dei Super-Eroi.

## Poteri e abilità
L'occhio di Ekron possiede molti dei poteri dell'anello del potere delle Lanterne Verdi. Può emettere raggi d'energia e creare costrutti di pura energia. Può anche donare al suo utilizzatore super forza, volo, e l'abilità di sopravvivere nel vuoto dello spazio.